# Mick Jones (football)
Pour les articles homonymes, voir Jones et Mick Jones (homonymie).
Michael David « Mick » Jones (né le 24 avril 1945 à Worksop dans le Nottinghamshire) est un ancien joueur international de football anglais.

## Biographie

### Club
Jones rejoint tout d'abord le club de Sheffield United, en 1962. Après un passage dans l'équipe B, il fait ses débuts en équipe première le 20 Avril 1963, contre Manchester United à Old Trafford. Le match suivant, il marque ses deux premiers buts en championnat lors d'une victoire 3-1 contre Manchester City à Maine Road 4 jours plus tard. 
Jones quitte Sheffield en 1968 avec 149 matchs et 63 buts pour rejoindre Leeds United pour un montant de 100 000 livres
A Leeds, il remporte la League Cup dès sa première saison face à Arsenal et également la Fairs Cup, marquant l'unique but de la finale aller (le match retour se terminera par un nul 0-0), permettant à son équipe d'être sacré face au club hongrois de Ferencvros. En 1969, Leeds remporte le championnat, avec notamment 14 buts de Jones
Après 2 saisons marque sans aucun trophée remporté, Leeds remporte la finale de la FA Cup 1972, face à Arsenal 1-0 sur un but d'Allan Clarke. Jones se blesse en fin de match dans un contact avec le gardien de but d'Arsenal. Jones manque alors le match face aux Wolves, Leeds perdant 2-1 et laissant le titre de champion à Derby County. Lors de saison, il marque 8 buts dont un triplé face à Manchester United.
En 1974, Leeds réalise une série de 29 matchs sans défaite, permettant de remporter le championnat, avec 14 buts au compteur. Cependant, les problèmes avec l'un de ses genoux deviennent fréquents et suit alors une physiothérapie intensive. Il ne joue alors qu'en équipe réserve, voyant son équipe perdre en finale de Coupe d'Europe face au Bayern Munich. Il prend sa retraite à 30 ans, handicapé par son genou

### Sélection
En 1965, il fait ses débuts avec l'équipe d'Angleterre contre l'Allemagne de l'Ouest. Il sera appelé 3 fois.

## Palmarès
Leeds United FC
- Champion du Championnat d'Angleterre de football (2) :
  - 1969 & 1974.
- Vice-champion du Championnat d'Angleterre de football (3) :
  - 1970, 1971 & 1972.
- Vainqueur de la FA Cup (1) :
  - 1972.
- Finaliste de la FA Cup (2) :
  - 1970 & 1973.
- Finaliste de la Coupe des clubs champions européens (1) :
  - 1975.
- Meilleur buteur de la Coupe des clubs champions européens (1) :
  - 1970: 8 buts.